# جورج واليس
جورج واليس (بالإنجليزية: George Wallis)‏ (1910 في المملكة المتحدة - 1988 في المملكة المتحدة) هو لاعب كرة قدم بريطاني (وحمل سابقاً جنسية المملكة المتحدة لبريطانيا العظمى وأيرلندا) في مركز الهجوم. لعب مع برمنغهام سيتي وكولتشستر يونايتد ونادي بريستول سيتي ونادي باث سيتي.